# Camillina pedestris
Camillina pedestris är en spindelart som först beskrevs av Octavius Pickard-Cambridge 1898.
Camillina pedestris ingår i släktet Camillina och familjen plattbuksspindlar. Inga underarter finns listade i Catalogue of Life.